# エレホン

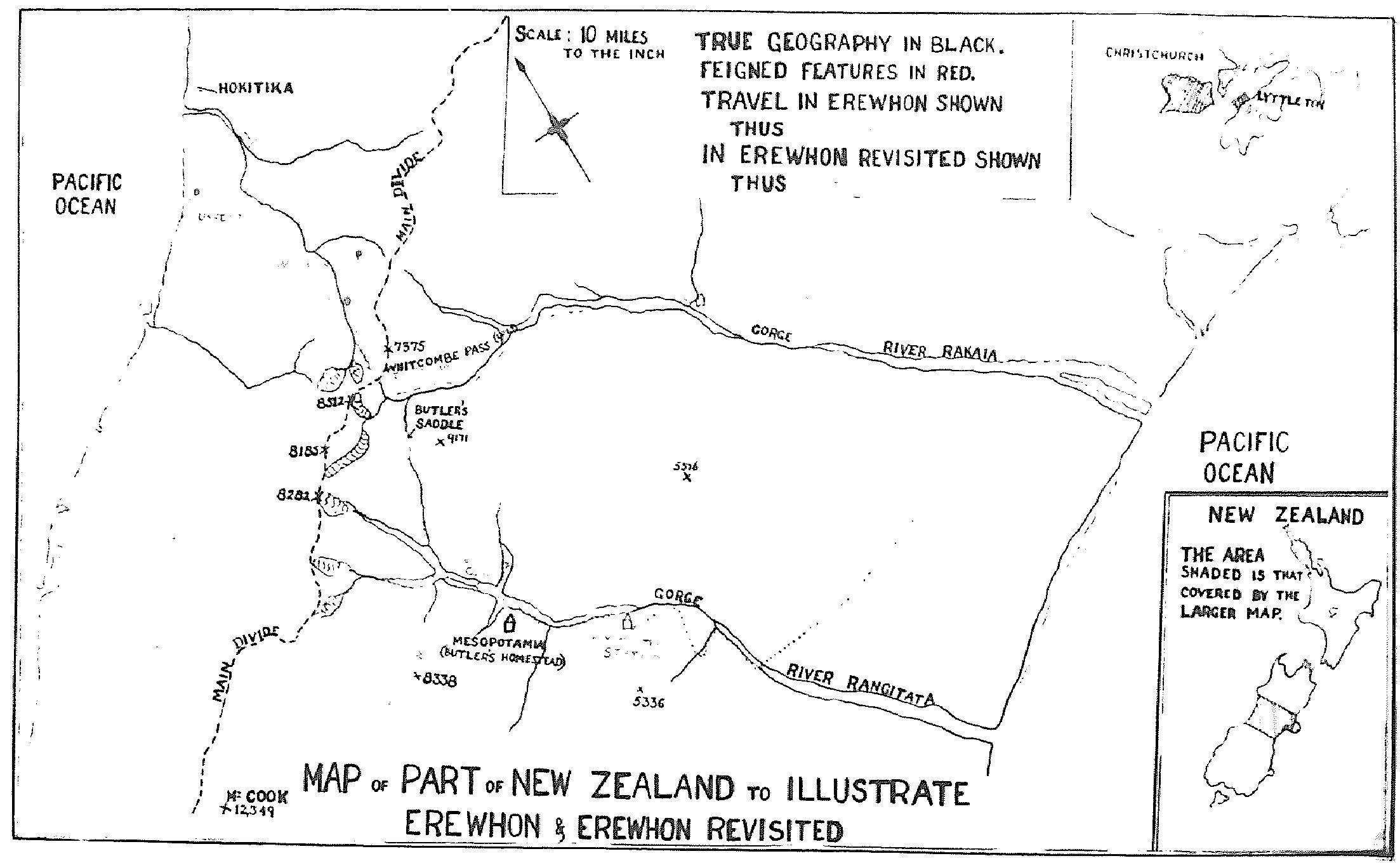
Map of part of New Zealand to illustrate Erewhon and Erewhon Revisited

『エレホン』（えれほん、Erewhon）は、イギリスの作家サミュエル・バトラーの小説。1872年刊。架空の国「エレホン」にかこつけて当時のヴィクトリア朝社会を風刺したユートピア小説として知られている。
題名は「nowhere（どこにもない場所）」のアナグラムである。
主人公が未知の国エレホンを発見するまでの数章は、実際に1860年から1864年までの約4年間ニュージーランドで羊飼いとして働いていたバトラー自身の経験に基づいている。バトラーは南島の内陸部を探検し、『A First Year in Canterbury Settlement』に著した。
本作はチャールズ・ダーウィンの『種の起源』や産業革命の影響を受けており、人工知能を扱った最初の小説の一つでもある。

## 内容
大部分はエレホンの説明で構成されている。エレホンの性質は曖昧であり、一見エレホンはユートピアのようにみえるが、そうではないことが明らかになる。しかしながら、ジョージ・オーウェルの『1984年』のようなディストピアでもない。
こうした風刺的なユートピアについてはジョナサン・スウィフトの古典的小説『ガリバー旅行記』と比較されることがあり、当時の大英帝国における自己観とも強く酷似している。また、ウィリアム・モリスの『News from Nowhere』と比較されることも多い。
本作は刑事罰、宗教、人間中心主義など、ヴィクトリア朝社会のさまざまな側面を風刺している。たとえば、エレホンの法律によれば犯罪者は病気であるかのように扱われ、病人は犯罪者とみなされる。また、機械が登場しないことも特徴であり、これはエレホン人にとって機械が危険であるという潜在的意識が共有されているためである。

## 受容
ジョージ・オーウェルは本作を賞賛し、「バトラーは機械が有用であると同時に危険でありうることを見抜いた」と述べた。

## 影響
フランスの哲学者ジル・ドゥルーズは、自身の差異哲学の展開のさまざまな場面でバトラーの著書からアイデアを得た。『差異と反復』（1968年）の中で、一般的に「イデア」と呼ぶものを「エレホン」と呼んでいる。
C・S・ルイスは、死後に出版された作品集『God in the Dock』（1970年）の中のエッセイ『The Humanitarian Theory of Punishment』で本作を示唆している。
オルダス・ハクスリーは小説『島』（1962年）と『知覚の扉』（1954年）の中で本作を引用している。アガサ・クリスティは『ナイルに死す』（1937年）の中で本作を引用している。エリザベス・ボウエンの短編小説『The Cat Jumps』（1934年）にはこの本のコピーが登場する。

## 日本語訳
- 『エレホン-山脈を越えて-』山本政喜訳（岩波文庫）
- 『エレホン-倒錯したユートピア』石原文雄訳（音羽書房）
- 『エレホン』武藤浩史訳（新潮社、2020年）